# Erla (Herrschaft)

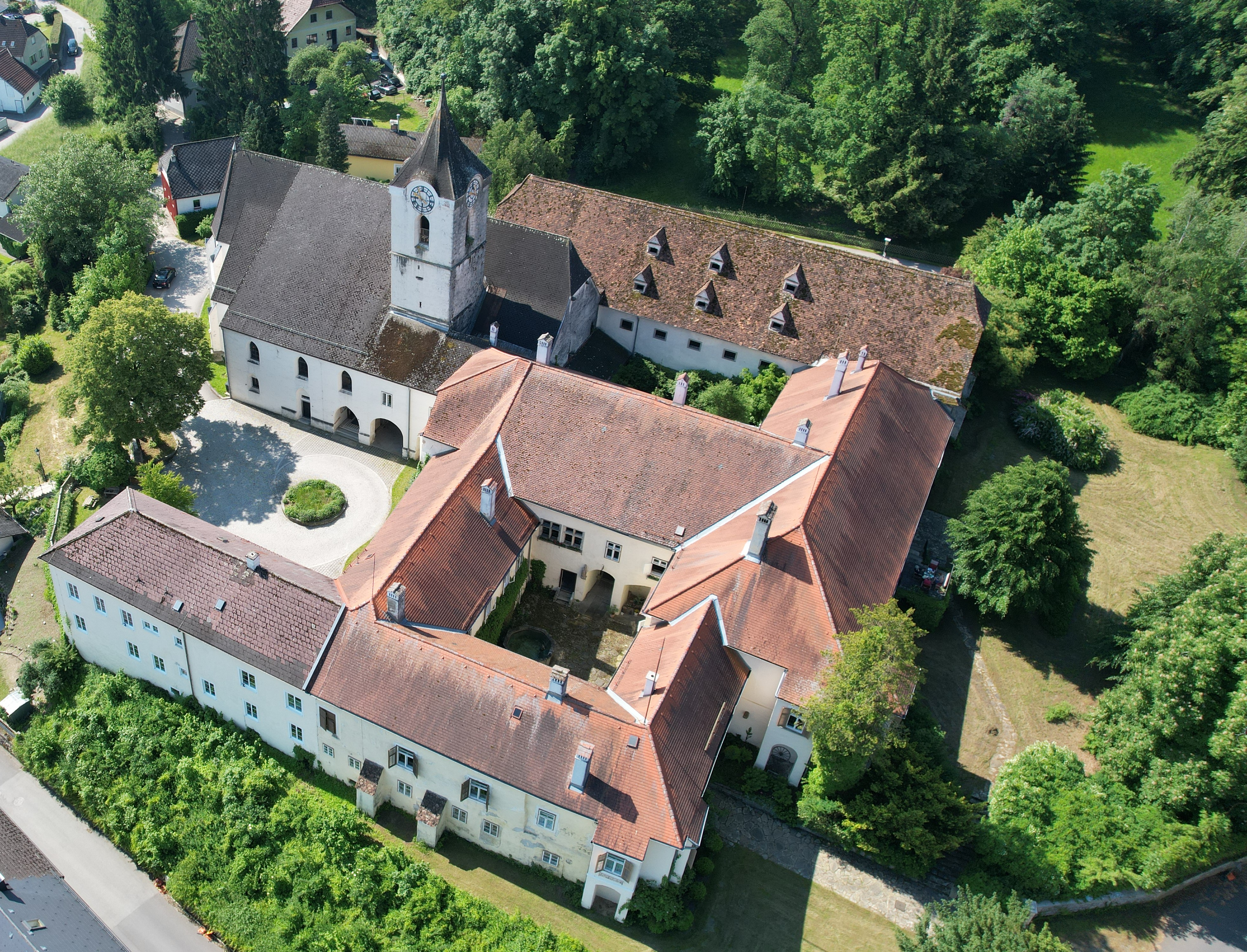
Schloss Erla, Sitz der Verwaltung (2021)

Die Herrschaft Erla war eine Grundherrschaft im Viertel unter dem Wienerwald im Erzherzogtum Österreich unter der Enns, dem heutigen Niederösterreich.

## Ausdehnung
Die Herrschaft, welcher auch die Gülten Langenhart, Baumgartenberg und Hörsching angehörten, umfasste zuletzt die Ortsobrigkeit über zerstreute Untertanen an verschiedenen Orten der Umgebung. Der Sitz der Verwaltung befand sich im Schloss Erla.

## Geschichte
Letzte Inhaberin der Allodialherrschaft war Henriette von Pereira-Arnstein (1780–1859), als die Herrschaft in Folge der Reformen 1848/1849 aufgelöst wurde.